# Bir Sarangwal
Bir Sarangwal é uma aldeia no distrito de Shaheed Bhagat Singh Nagar, do estado de Punjab, Índia. Ela está localizada a 11 quilómetros de distância de Phagwara, a 16 quilómetros de Banga, a 30 quilómetros da sede do distrito Shaheed Bhagat Singh Nagar e a 120 quilómetros da capital Chandigarh. A aldeia é administrada por um Sarpanch, um representante eleito da aldeia.

## Demografia
De acordo com o censos de 2011, a aldeia tem um número total de 18 casas e uma população de 52 elementos, dos quais 31 são do sexo masculino e 21 são do sexo feminino, segundo o relatório publicado pelo Censo da Índia em 2011. A taxa de alfabetização da aldeia é 60.47%, sendo que a média do estado está situada nos 75.84%. A população de crianças sob a idade de 6 anos é de 9, o que representa 17.31% da população total da aldeia, e a relação do sexo das crianças é aproximadamente 1250, quando comparada com a média do estado de Punjab, 846. Na aldeia de Bir Sarangwal a maioria das pessoas pertence ao grupo Schedule Caste. De acordo com o relatório publicado pelo Censo da Índia em 2011, 26 pessoas estavam envolvidas em actividades de trabalho fora da população total da aldeia que inclui 20 homens e 6 mulheres. De acordo com o relatório de pesquisa do censo de 2011, 100% dos trabalhadores descrevem o seu trabalho como sendo o principal trabalho e nenhum dos trabalhadores está envolvido em actividade marginal, que fornece subsistência por um período inferior a 6 meses.

## Transporte
A estação ferroviária de Banga é a estação de comboio mais próxima, no entanto, a estação ferroviária de Phagwara fica a 12 quilómetros de distância da aldeia. O Aeroporto de Sahnewal é o aeroporto doméstico mais próximo, encontrando-se a 61 quilómetros, em Ludhiana, e o aeroporto internacional mais próximo fica situado em Chandigarh. Outro aeroporto internacional, o de Sri Guru Ram Dass Jee, é o segundo aeroporto internacional mais próximo, que fica a 128 quilómetros, em Amritsar.